# Гуцало, Евгений Филиппович
Евгений Филиппович Гуца́ло (укр. Гуцало Євген Пилипович; 14 января 1937 — 4 июля 1995) — советский и украинский писатель, журналист, поэт и киносценарист.

## Биография
Родился 14 января 1937 года в селе Старый Животов (ныне Новоживотов, Оратовский район, Винницкая область, Украина) в семье педагогов.
Его детские и школьные годы прошли в селах Нова Гребля и Гуливцы Калиновского района.
Среднюю школу окончил в близлежащем селе Корделивцы.
В 1959 году он окончил филологический факультет Нежинского педагогического института имени Н. В. Гоголя.
Работал в редакциях газет в Винницкой, Львовской и Черниговской областях, в киевской «Літературній Україні», издательстве «Радянський письменник».
Член СПУ (1962).
Умер 4 июля 1995 года. Похоронен в Киеве на Байковом кладбище.

## Творчество
Первая книга рассказов «Люди среди людей» вышла в 1962 году, которая художественной формой и содержанием связала её автора с прозой «шестидесятников».
Из-под его пера вышли десятки сборников новелл, рассказов и повестей, романов, стихотворений и публицистики.
Является автором многочисленных рассказов и повестей, которые вошли в сокровищницу советской и украинской литературы.
Композитор А. И. Билаш на слова Евгения Гуцало написал несколько песен.
Его произведения были переведены на десятки языков мира.
Успех у читателей имели книги «Олень Август» (1965), «Пролетели кони» (1966), «В аистовом селе» (1969), «Дениска» (1973), «Саййора» (1980) и другие.
В последние годы писатель создал эпос-эрос «Блуд» (1984) и «Импровизация плоти» (1993), роман «Улюмджи», написанный на основе впечатлений после поездки в Калмыкию.
Особо в его творчестве выделяется бурлескно-реалистическая трилогия «Муж взаймы, или же Хома неверный и лукавый» (1981); «Частная жизнь феномена» (1982) и «Парад планет» (1984), которую критики отнесли к так называемой «химерной фантастике». Этот цикл стал этапным в творчестве Е. Гуцало и вызвал неоднозначную реакцию критиков; кто-то даже пытался сравнить его с магическим реализмом. В трилогии было использовано немало фольклорных мотивов и фантастических допущений, а образ главного героя — Хомы Прищепы — является несомненным персонажем народного комического действия, в котором автор связывает фольклорный мир с сельским бытом 1980-х годов. Хома предстает в необычном, фантастическом, а иногда и гротескном свете, мистические прозрения которого, общение с внеземными цивилизациями, видения будущего и осмысление всех тайн Вселенной, тесно переплетаются с колхозной жизнью и его «героическими буднями», борьбой за надои и сбор урожая.
По мотивам заключительного романа трилогии в 1984 году на «Мосфильме» был снят фильм «Парад планет». В этой философской притче с элементами фантастики во время парада планет — редкого астрономического явления, при котором все планеты Солнечной системы выстраиваются в одну линию, и когда мистики всех времён пророчили всевозможные чудеса, сопутствующие этому событию — группа мужчин, возвращаясь с армейских сборов, попадают в ряд мест, носящих явное символическое значение: в Город Женщин, в Город Стариков, на Необитаемый Остров…

## Антирусская публицистика
С наступлением новых времён и началом демократических процессов на Украине Е. Гуцало не пошёл в политику, но и не отстранился от борьбы за независимое украинское государство, за государственность украинского языка, активно выступая в печати с размышлениями об украинском народе, его исторической и современной судьбы.
Незадолго до смерти в 1994 году на вручении ему премии Фонда Антоновичей Е. Гуцало сказал: «…грех было не задуматься над сожительством, с позволения сказать, русского и украинского народов на украинской земле, грех было не задуматься над русской ментальностью … которая силой вошла в свою очень специфичную по структуре нашу украинскую ментальность, в нашу по-своему очень специфическую структуру украинского нрава».
Гуцало — автор весьма спорного и противоречивого, а, в определенной степени, открыто русофобского сборника публицистических статей о России и русском народе «Ментальность орды» (1996), составленного из его статей из периодической печати (в основном из еженедельника «Литературная Украина»). Он вышел из печати уже после смерти писателя.
В статьях, собранных в этом сборнике, писатель, в частности, пишет о том, что силой агрессии, силой оружия, силой патологической грубости и разбоя Украине и украинцам постоянно навязывался культ русского народа, постоянно навязывали цивилизацию лжи, пьянства, ненависти к труду, навязывалась цивилизация бесхозяйственности, хаоса, бесперспективности, цивилизация мародерства. В конечном итоге, пишет Гуцало, та война в Чечне, которую видим сегодня (то есть 1994—1995 гг.), велась на Украине всегда. По мнению Гуцало, на Украине всегда хватало тех контрактников, которые прибывали на заработки, как в настоящее время приезжают контрактники из всей России на заработки — убивать! — в Чечню. И разве Украина, спрашивает Гуцало, не заложена в эту ужасающую цивилизацию постоянного ограбления и мародерства, геноцида? Украина была и есть «раба рабов», потому что, по мнению Гуцало, такой «рабой рабов» является Россия, другой она быть не способна, но можем ли мы — украинцы — смириться и сегодня с ролью «рабы рабов»?

## Награды и премии
- Государственная премия УССР имени Т. Г. Шевченко (1985) — за повесть «Саййора» и сборник рассказов «Пролетели кони»
- Премия фонда Антоновичей (1994)